# Belterület és külterület
A belterület és a külterület - főleg az építési telek szempontjából fontos - fogalompár.

## A belterület fogalma
A belterület  egy település közigazgatási területének – jellemzően a település történetileg kialakult, összefüggő, beépített, vagy beépítésre szánt területeket tartalmazó – a helyi építési szabályzatban kijelölt része.

## A külterület fogalma
A külterület  egy település közigazgatási területének belterületnek nem minősülő, elsősorban mezőgazdasági, erdőművelési, vízgazdálkodási, vagy különleges (pl. bánya, vízmeder, hulladéktelep) célra szolgáló, vagy művelés alatt nem álló természetközeli része.